# Eric de Bie
E.J. (Eric) de Bie (Roosendaal en Nispen, 2 oktober 1971) is een Nederlandse politicus. Van 2 juli 2021 tot 29 maart 2023 was hij lid van de Provinciale Staten van Noord-Brabant. Dit ambt bekleedde hij ook van 28 maart 2019 tot 15 mei 2020. Van 15 mei 2020 tot 21 mei 2021 was hij lid van de Gedeputeerde Staten van Noord-Brabant.

## Biografie
De Bie is geboren in Roosendaal en Nispen en opgegroeid in Oudenbosch. Hij is in 1999 afgestudeerd in notarieel recht aan de Universiteit van Amsterdam. Hij woont samen met zijn partner en drie dochters in Bergen op Zoom. Hij was werkzaam als kandidaat-notaris, partner en mediator in het notariaat in Prinsenbeek. Hij werd op 28 maart 2019 geïnstalleerd als lid van de Provinciale Staten van Noord-Brabant namens Forum voor Democratie. Hij was ook de FVD-fractievoorzitter.  Op 15 mei 2020 werd hij geïnstalleerd als lid van de Gedeputeerde Staten van Noord-Brabant namens de FVD. In zijn portefeuille had hij Energie, Erfgoed, Bestuurlijke vernieuwing, Deelnemingen, Ontwikkelbedrijf en was hij de tweede loco-CdK.
Ondanks de controverses in en rondom de FVD en ten aanzien van partijleider Thierry Baudet is De Bie beiden blijven steunen. Op 21 mei 2021 stapte hij op als provinciebestuurder. Op 13 juni 2021 werd bekend dat De Bie de FVD had verlaten voor de Groep Van Haga, en deze in Noord-Brabant onder de naam "Groep De Bie" zou gaan vertegenwoordigen. De Groep Van Haga is in augustus 2021 omgedoopt tot Belang van Nederland (BVNL). Sinds 2 juli 2021 is hij opnieuw Statenlid en nu fractievoorzitter van Groep De Bie. Namens Belang van Bergen op Zoom was hij verkiezingskandidaat voor de gemeenteraadsverkiezingen van 2022 in Bergen op Zoom. Hij werd niet verkozen. Bij de Provinciale Statenverkiezingen 2023 was De Bie kandidaat voor BVNL, die geen zetels behaalde. Hierdoor kwam er een einde aan zijn Statenlidmaatschap.

## Nevenfuncties
De Bie bekleedt diverse nevenfuncties. Zo is hij directeur-aandeelhouder van Siraton B.V. en E.J. de Bie Praktijk B.V. en bestuurder van Stichting Nationale Executeur (de B.V.'s en stichting zijn niet actief). Daarnaast is hij secretaris van Stichting BVNL International en voorzitter van Stichting Ondersteuning Statenfractie BVNL Noord-Brabant en van Vereniging Belang van Bergen op Zoom.